# 이미디엇 뮤직
이미디엇 뮤직 (Immediate Music) 은 로스앤젤레스 산타 모니카에 위치해 있는 미국의 음악 작곡 회사로 상업 영화 트레일러 음악을 제공하는 것으로 잘 알려져 있다. 이 회사의 음악을 볼 수 있는 트레일러 중 대표적으로 헬보이 II: The Golden Army, 아바타, 아이언맨, 캐리비안의 해적: At World's End, 코랄라인, 서킷 두 프리크: The Vampire's Assistant, 엑스멘: The Last Stand, 매트릭스 등이 있다.
2007년, 제 20회 동계 올림픽에 출품한 것에 대해 에미상 "스포츠 프로그램 작곡 우수상"을 받았다.